# Sedmihoří (České středohoří)
Sedmihoří je zhruba čtyři kilometry dlouhý hřbet, který se táhne od obce Dobkovice směrem na severozápad až k silnici z Malšovic do Javor. Přímo mezi vrchy Sedmihoří se nachází ves Borek. Nejvyššími vrcholy Sedmihoří jsou bezejmenná kóta (438 m n. m.) a sousední Petrův vrch 437 ( m n. m.).
Po hřbetu vede zeleně značená turistická trasa z Dobkovic do Jílového a dále přes Děčínský Sněžník a Čertovu Vodu do Děčína. Tato cesta vede Sedmihořím částečně jako hřebenová s výhledy zejména na Děčín.